# Tema i rema
En el camp de la lingüística la utilització de l'expressió tema i rema o tòpic i comentari o bé pressuposició i focus (aquesta última feta servir per Noam Chomsky) fa referència a la dicotomia entre el tema, que és la part general del que es comunica i de la que se suposa que conté un coneixement previ per part dels interlocutors, i el rema que és la part de la informació que aporta informació nova en el discurs. Tot i així, sovint s'accepta universalment com a bona aquesta dicotomia de la informació lingüística d'una oració, els diferents autors divergeixen pel que fa als detalls.
La distinció va ser anticipada pel lingüista Henri Weil l'any 1844, també per Georg von der Gabelentz que va distingir entre subjecte psicològic (que es correspon aproximadament amb la noció de "tema" o "tòpic) i objecte psicològic (que es correspon aproximadament amb la idea de "rema" o "focus"). De tota manera, la primera formulació explícita va sorgir per primera volta a mitjans del segle XX de la mà dels lingüístes de l'Escola de Praga, que es preocupaven de l'aspecte sociocomunicatiu del llenguatge (El centre de la seua teoria es troba en les funcions que compleix el llenguatge, particularment la funció comunicativa). En aquest aspecte destaquen els treballs de Vilém Mathesius, Jan Firbas, František Daneš, Petr Sgall i Eva Hajičová. Aquests primers treballs es varen preocupar principalment de l'entonació diferencial i de l'ordre de les paraules. El treball de Michael Halliday a la dècada del 1960 contribuí a la incorporació d'aquestes idees al funcionalisme lingüístic.

## Definicions
Els termes "tema" o "tòpic" poden definir-se de diverses maneres, entre les més comunes destaquen:
- El constituent sintàctic d'una oració sobre el que la resta d'elements prediquen, diuen o expliquen quelcom.
- El constituent d'un discurs damunt del qual la resta del discurs hi predica, diu o n'explica alguna cosa.
- Una posició específica de l'oració, freqüentment situada al marge dret o esquerre, on el tòpic tema apareix.

En català i la resta de llengües romàniques el subjecte d'una oració enunciativa usualment coincideix amb el tema o tòpic. En les següents oracions el tòpic o tema es marca amb negreta.:
(1) En Pere es menja les patates d'en Joan.
(2) Les patates d'en Joan varen ser menjades per en Pere.
Tot i que aquestes oracions tenen el mateix contingut proposicional, tenen diferents tòpics o temes. A la primera el tema és en Pere, mentre que a la segona el tema és les patates d'en Joan. En català també és possible usar altres estructures oracionals per remarcar el tema o tòpic, com per exemple a:
(3) Pel que fa a en Pere, en Joan se les menjà.
Alguns autors senyalen que s'ha de distingir el "tòpic oracional" del "tòpic discursiu", ja que aquests poden ser diferents. Si se suposa en la següent oració que es parla de "la casa d'en Miquel":
(4)'¡La casa d'en Miquel era tan acollidora i càlida! Ell no volia partir, però no podia permetre's el lloguer, ja ho saps. A més a més tenia un jardí molt bonic a la part de darrere.
En aquest exemple, el "tòpic o tema discursiu" (tema general) es fixa en la primera oració, és "la casa d'en Miquel". A la següent oració, s'introdueix un nou "tòpic o tema oracional" (tema particular): Ell (Miquel) marcat en negreta. Gràcies al fet que l'oient reconeix el tòpic discursiu, pot entendre que l'última oració es refereix precisament a "la casa d'en Miquel".

## Realització del tema-rema
El tema i el rema estan senyalats de maneres diverses en les diferents llengües del món. Entre els procediments més comuns hi destaquen l'ús de patrons d'entonació especials i l'ús de l'ordre sintàctic. Existeix una tendència general en les diverses llengües del món a col·locar el tema o tòpic al principi de l'oració (topicalització o anticipació del tema):
- valencià, l'entonació s'usa amplament, tot i que també s'usa la topicalització ("A en Joan, l'adoro"), l'ús de passives reflexes ("Tot ho guanyàrem gràcies a en Pep", en lloc de "En Pep ens ho va facilitar tot") i el marcatge mitjançant paraules especials ("respecte a ..., ...").
- Japonès: el tema o tòpic es marca mitjançant un clític posposat especial tal com は -wa.[2]
- Les anomenades llengües d'"ordre lliure" (entre les quals se citen freqüentment el rus o txec) i també llengües d'ordre més rígid (com el xinès o l'alemany) usen l'ordre preferentment. En aquestes llengües el tema sol precedir el rema, tot i que en txec els dos ordres són possibles. En aquesta llengua l'ordre en el qual el rema és inicial es diu ordre "subjectiu" (terminologia que es remunta a Vilém Mahtesius, que va oposar el terme a "ordre objectiu"), ja que involucra certa actitud emocional. Els dos ordres es diferencien a més en entonació.

Aquests desplaçaments cap a la posició inicial (o perifèria esquerra) han estat explicats com un moviment sintàctic cap a una posició dins del sintagma complementant que domina al nucli del sintagma de temps.
Similarment, en moltes llengües l'estructura oracional és diferent en oracions que introdueixen temes o tòpics nous, respecte a l'estructura de les oracions que discuteixen temes prèviament introduïts. És més probable que en les oracions que discuteixen un tòpic prèviament introduït, que es fan servir pronoms per a referir-se a aquest tòpic. Aquests tòpics tendeixen a ser subjectes, i en moltes llengües pot arribar a ometre's una menció explícita a aquests, quan la referència contextual està clara.
L'intent de fer cabre tants tòpics com focus en l'estructura oracional va portar Rizzi i altres autors a proposar una hipòtesi que reflectís estructuralment les posicions sintàctiques possibles per als elements "desplaçats" per èmfasis pragmàtics. Aquesta es coneix com a hipòtesi de l'estructura refinada de la perifèria esquerra.